# 潘利国
潘利国（1957年8月—），男，汉族，辽宁海城人，中华人民共和国政治人物。1976年参加工作，1985年加入中国共产党。研究生学历，硕士学位，高级工程师。

## 仕途
早年曾为辽宁省铁岭县王千采石场知青，后进入辽宁省铁法矿务局工作，历任大明一矿工人，晓南矿技术员、综采队长、生产科长、副矿长，办公室副主任、主任，小康矿、晓南矿矿长，副局长，局长。1999年，任辽宁省煤炭工业管理局副局长。2001年，任辽宁煤矿安全监察局正局级干部，同年底转任铁法煤业(集团)有限责任公司总经理。
2002年升任中共铁岭市委常委，同年底转任辽宁省委办公厅副主任。2004年，改任辽宁省委副秘书长。
2006年1月，担任辽宁省阜新市委副书记、副市长、代理市长，2007年1月任阜新市市长。2010年12月，升任中共阜新市委书记。2012年1月，调任中共铁岭市委书记。
2013年1月当选辽宁省人民政府副省长。2015年2月，任沈阳市人民政府市长。2016年12月，不再担任沈阳市人民政府市长，转任沈阳市人大常委会主任、党组书记。2021年2月，卸任市人大常委会主任职务。
2008年2月，当选为第十一届全国人民代表大会代表。2015年3月，补选为第十二届全国人民代表大会代表。2018年2月，当选为第十三届全国人大代表。